# Deep Throat (Film)
Deep Throat (engl. für „tiefer Rachen“) ist ein US-amerikanischer Pornofilm von Gerard Damiano (Drehbuch und Regie), mit Linda Lovelace (eigentlich Linda Boreman) und Harry Reems aus dem Jahre 1972. Der Film war namensgebend für die darin ausgiebig dargestellte Sexualpraktik Deepthroating oder Throatgagging.

## Handlung
Linda, etwa 20 Jahre alt, hat sexuelle Probleme. Laut ihrer Aussage hatte sie noch nie einen Orgasmus. Auch ihre Freundin Helen kann ihr nicht weiterhelfen, und der von ihr für Linda organisierte Gruppensex befriedigt nur sie selbst. Daraufhin wird Linda von Helen zu Dr. Young geschickt, der unter Zuhilfenahme eines Fernrohrs feststellt, dass Linda keine Klitoris hat – zumindest nicht da, wo Frauen sie normalerweise haben. Er findet den verschollenen Kitzler aber bald darauf in Lindas Kehle, woraufhin sie ihre Erfüllung per Oralsex sucht und auch findet.
Daraufhin beginnt sie als Dr. Youngs Assistentin zu arbeiten und beglückt damit nicht nur sich selbst, sondern auch dessen Patienten. Die Handlung endet damit, dass sie mit einem Mann schläft, der ihr kurz zuvor einen Heiratsantrag gemacht hat.

## Entstehung
Deep Throat wurde als Low-Budget-Film an nur sechs Tagen in Florida mit einem Budget von 22.500 US-Dollar gedreht. Die Produktionskosten wurden vom Produzenten Louis „Butchie“ Peraino mit Geldern der Colombo-Familie – einer der Fünf Familien der amerikanischen Cosa Nostra in New York City – bestritten. Auch die Einspielerlöse, deren Schätzungen von 100 Millionen (laut FBI) bis zu 600 Millionen US-Dollar reichen, flossen zum überwiegenden Teil zurück an die Mobster.
Laut dem Filmkritiker Roger Ebert kam der hohe Betrag von 600 Millionen US-Dollar dadurch zustande, dass in den 1970er Jahren US-amerikanische Pornokinos mehrheitlich Angehörigen der Mafia gehörten, welche diese zur Geldwäsche nutzten. Nach Angaben Eberts ist Deep Throat mit Herstellungskosten von 25.000 $ und Einnahmen von 600 Millionen $ der profitabelste Film überhaupt. (Zum Vergleich: Titanic, James Camerons Film mit den zweithöchsten Einnahmen in der Filmgeschichte, hat ein Kosten/Einnahmen-Verhältnis von weniger als 1:10.)
Aufgrund von Verbotsverfahren durch US-amerikanische Staatsanwaltschaften (Deep Throat durfte in mehr als der Hälfte aller US-Bundesstaaten nicht vorgeführt werden) und Maßnahmen des FBI (Hauptakteur Harry Reems wurde als erster US-Schauspieler wegen seiner Arbeit zu einer Freiheitsstrafe verurteilt; die verhängte Haftstrafe von fünf Jahren wurde in zweiter Instanz allerdings wieder aufgehoben) erregte der Film massive Aufmerksamkeit in den Printmedien und wurde sogar in der New York Times ausführlich besprochen.

## Rezeption

Filmplakat von 1972: Wie weit muss ein Mädchen gehen, um ihr Kribbeln zu erwecken?

Der Pornostreifen gilt als einer der einflussreichsten Filme der vergangenen Jahrzehnte, da er die Pornografie aus den „Schmuddelecken“ der Bahnhofkinos holte und ein breites Publikum damit begann, sich mit dieser Filmform zu beschäftigen. Zusammen mit Behind the Green Door startete der Film auch den sogenannten Porno-Chic-Boom der 1970er-Jahre, als es in Mode kam, dass Pornofilme in normalen Kinos gezeigt wurden und sich die Leute diese Filme ansahen, um danach darüber zu diskutieren. Der Film belegt Platz 41 auf der Liste der 101 Greatest Adult Tapes of All Time von AVN.
Außerhalb der Fankreise wurde der Film vor allem dadurch bekannt, dass dem FBI-Mitarbeiter Mark Felt – der Informationsquelle von Carl Bernstein und Bob Woodward bei der Aufdeckung der Watergate-Affäre – durch einen Journalisten der Deckname „Deep Throat“ verliehen wurde.
Deep Throat wurde in vielen anderen Filmen referenziert, wie z. B. in King Kong (1976), Kentucky Fried Movie (1977), Der Eissturm von Ang Lee (1997) oder Der letzte König von Schottland – In den Fängen der Macht (2006) sowie in der TV-Serie Akte X – Die unheimlichen Fälle des FBI (1993). Die Entstehungsgeschichte des Films wird auch in der Boreman-Filmbiografie Lovelace nacherzählt.
Die Künstlerin Mona Hatoum bezog sich mit dem Titel ihrer Videoinstallation Deep Throat aus dem Jahr 1996 auf den Film.
Mit Inside Deep Throat lief im August 2005 eine Dokumentation über Deep Throat in den Kinos.

## Der Bericht von Linda Boreman (1980)
Hauptdarstellerin Linda Boreman (Künstlername: Linda Lovelace) verteidigte den Film und seine Macher zunächst gegen Kritik. 1980, acht Jahre nach dem Start des Films, veröffentlichte sie eine Autobiographie mit dem Titel Ordeal (Martyrium), deutscher Titel Die Wahrheit über Deep Throat (später: Ich packe aus). Laut dieser Darstellung sei sie von ihrem damaligen Ehemann Chuck Traynor zunächst unter Androhung von Waffengewalt zum Beischlaf gezwungen und in der Folge als eine Art Sklavin gehalten worden. Während dieser Zeit habe Traynor sie wiederholt misshandelt und auch zum Beischlaf mit Hunden gezwungen. Er habe ihr beigebracht, wie sie ihren Würgreflex unterdrücken könne, um einen kompletten Penis aufzunehmen. Traynor habe auch das gesamte Honorar, 1200 USD, das sie für Deep Throat erhielt, einbehalten. Die Filmcrew von Deep Throat habe sich einmal im Nebenzimmer aufgehalten, während Traynor sie so misshandelte, dass sie laut um Hilfe rief. Jedoch sei niemand eingeschritten, lediglich am nächsten Tag, als Regisseur Gerard Damiano die Hämatome an den Beinen seiner Hauptdarstellerin entdeckte, habe er protestiert, die Spuren der Misshandlung jedoch einfach überschminken lassen.

## Ausstrahlung im niederländischen Fernsehen (2008)
Die niederländische öffentlich-rechtliche Rundfunk-Anstalt BNN strahlte Deep Throat am 23. Februar 2008 im Rahmen eines Themenabends Pornographie und Jugend aus. Eine begleitende Sondersendung der BNN-Serie Spuiten en Slikken und die Ausstrahlung der Dokumentation Inside Deep Throat durch die Rundfunkanstalt VPRO sollten dazu beitragen, dass sich vor allem Jugendliche ein eigenes Urteil über Pornografie bilden können, hieß es.
Jugend- und Familien-Minister André Rouvoet von der ChristenUnie (ChristenUnion, CU) appellierte an die Programm-Verantwortlichen, auf die Sendung zu verzichten. Sein für Medien zuständiger sozialdemokratischer Kabinettskollege Ronald Plasterk (PvdA) erklärte unter Hinweis auf die Pressefreiheit, ein Sendeverbot sei nicht möglich. Auch Abgeordnete der Christdemokraten (CDA) von Ministerpräsident Jan Peter Balkenende und von zwei kleineren christlichen Parlamentsparteien sprachen sich gegen die Sendung des Films aus. Der damalige Abgeordnete der sozialliberalen Partei D66 Boris van der Ham schrieb 2012, dass er der Ansicht war, dass es BNN freistand, den Film zu senden. Johan Remkes, Abgeordneter der rechtsliberalen VVD, sagte, dass es seiner Ansicht nach unpassend für einen Minister sei, ein moralisches Urteil über einen Film zu äußern.
Der Film erreichte 907.000 Zuschauer und führte damit nicht zu einer Rekord-Einschaltquote.

## Trivia
- Die Musik in der Anfangs-Sequenz ist eine Hammondorgel-Version der Ode An die Freude aus der 9. Sinfonie von Ludwig van Beethoven.

- Die beiden Darsteller Jack Birch und Carol Connors (im Film spielte sie eine Krankenschwester), die sich bei den Dreharbeiten zum Film kennengelernt hatten, sind die Eltern der Schauspielerin Thora Birch.[12]

## Belege
1. ↑   Freigabebescheinigung für Deep Throat. Freiwillige Selbstkontrolle der Filmwirtschaft (PDF; Prüfnummer: 102914V).
2. ↑  CRE198 Pornographie. In: CRE: Technik, Kultur, Gesellschaft. Abgerufen am 29. September 2016.
3. ↑  Roger Ebert: Inside Deep Throat. In: Chicago Sun-Times, 11. Februar 2005 (englisch)
4. ↑  Der Freitag: Als Porno noch kein Mainstream war, 24. Juni 2009, online unter freitag.de
5. ↑  EMMA: Outside Deep Throat, Sept./Okt. 2005
6. ↑  „Chuck had taught me how to relax my throat muscles so that I wouldn't gag during oral sex.“ Linda Lovelace, Mike McGrady: Ordeal. Citadel Press, 1980, ISBN 978-0-8065-3655-2, S. 66 (eingeschränkte Vorschau in der Google-Buchsuche).
7. ↑  Avondje porno bij BNN/VPRO. De Volkskrant, 28. Januar 2008, abgerufen am 27. September 2013 (niederländisch).
8. ↑  RadioNetherlands.NL: Porn movie on Dutch public tv causes row (sic; englisch), ed. 2008-0129, gepr. 2009-0302 (Memento vom 1. Februar 2008 im Internet Archive)
9. ↑  „Ik vond dat het BNN vrijstond om de film uit te zenden.“ (Quelle: Boris van der Ham: De vrije moraal : seks, drank en drugs in de Tweede Kamer. Bert Bakker, Amsterdam 2012, ISBN 978-90-351-3893-3, S. 59.)
10. ↑  VVD: deelt kabinet Deep Throat-mening? NOS, 30. Januar 2008, archiviert vom Original am 27. September 2013; abgerufen am 27. September 2013 (niederländisch).
11. ↑  Blog-Eintrag (Memento vom 1. Januar 2011 im Internet Archive)
12. ↑   Thora Birch's fatherly sex advice (Memento vom 2. Juli 2007 im Internet Archive)